# 空橋貨運航空
空橋貨運航空（俄語：ООО «Авиакомпания «ЭйрБриджКарго»）是俄羅斯最大的貨運航空公司，也是伏爾加-第聶伯集團的成員。它提供俄羅斯與亞洲、歐洲和北美洲之間的定期貨運航線，所有航班都經過其莫斯科樞紐（谢列梅捷沃国际机场、多莫杰多沃国际机场或伏努科沃國際機場）。

## 歷史
空橋貨運航空成立於2003年，其第一架波音747貨機於2004年5月首航。現時，公司機隊規模已經擴大至12架，且全數為波音747貨機。
2012年，空橋貨運航空成為俄羅斯第一間開通由香港經克拉斯諾亞爾斯克至芝加哥極地航線的貨運航空公司，和經停謝列梅捷沃機場的航線相比，這條航線節約了燃油和15%的航行時間。同年，該公司也開始接收波音747-8貨機，成為該機型的主要用戶之一。
2022年3月，由于西方对俄罗斯的制裁，空桥航空所有美制飞机全部停飞，航空公司因此停摆。2023年3月，空桥货运航空接收了一架伊尔-96，编号RA-96103，8月19日此机于沃罗涅日机场首飞。

## 航点
空橋貨運航空的定期航線網絡覆蓋三個大陸、11個國家，共有20個航點。該公司經營由亞洲城市（如上海、北京、台北、香港、鄭州、成都、東京、首爾）飛往歐洲樞紐（如法蘭克福和阿姆斯特丹）的航班，以及阿姆斯特丹飛往芝加哥的貨運航班。公司在歐洲的航點則包括法蘭克福、阿姆斯特丹、薩拉戈薩、米蘭、巴黎、葉卡捷琳堡、克拉斯諾亞爾斯克和新西伯利亞。2017年4月開航由莫斯科往台北的定期航線。

## 機隊

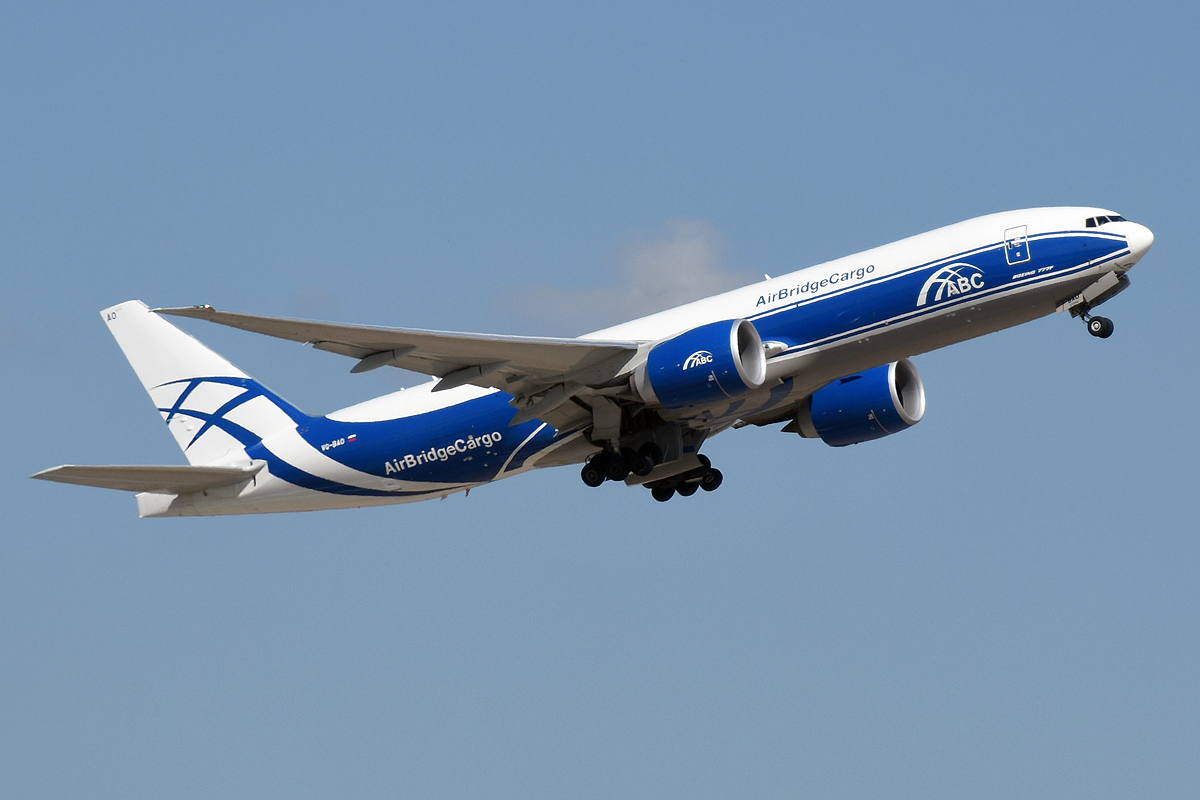
空橋貨運航空的波音777F

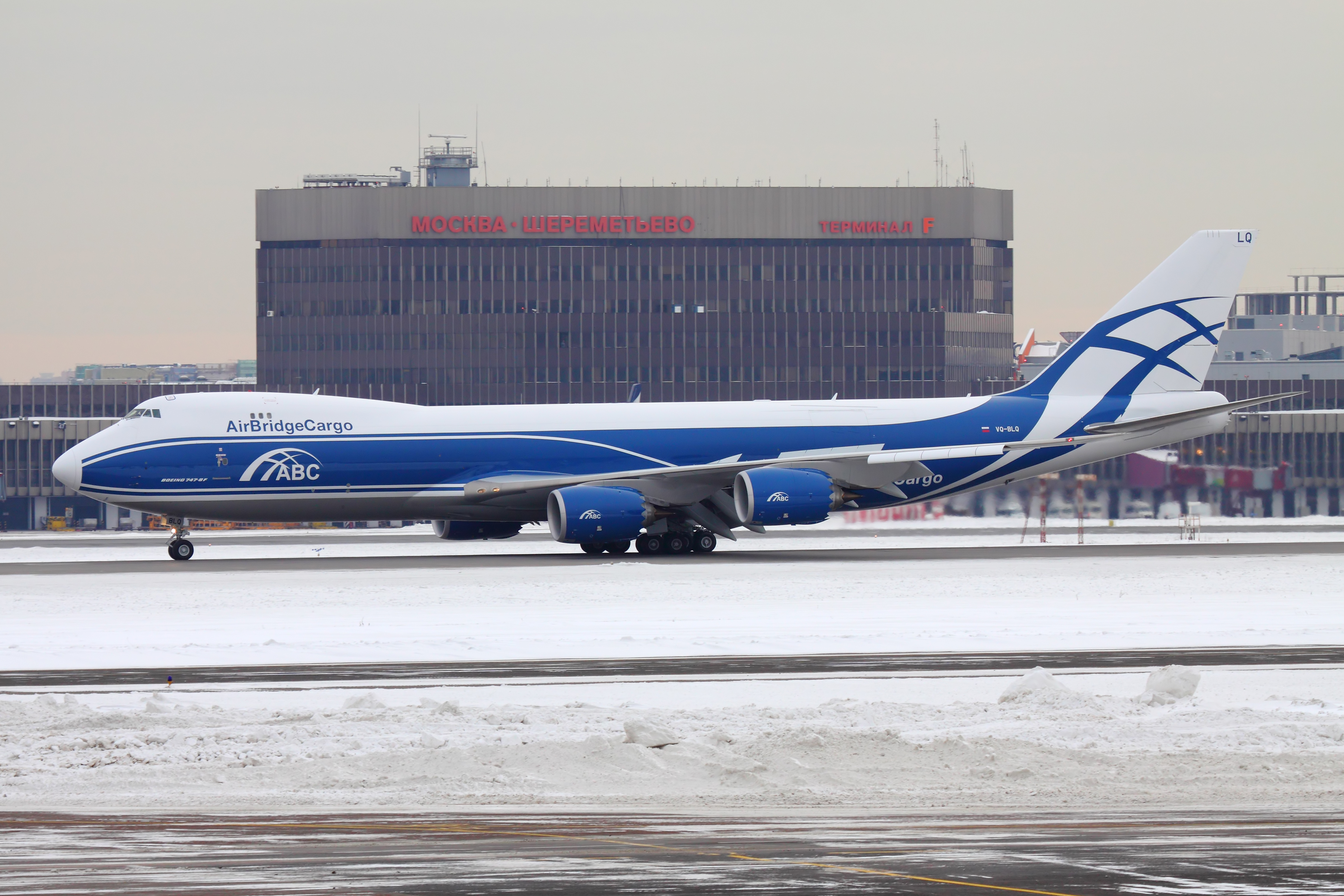
空橋貨運航空的波音747-8F在谢列梅捷沃国际机场

截至2023年8月，空橋貨運航空機隊平均機齡10年，組成如下：
| 機型         | 數量 | 訂購 | 備註                                                                                      |
| ------------ | ---- | ---- | ----------------------------------------------------------------------------------------- |
| 波音747-400F | 3    | —    | 现已全部停场                                                                              |
| 波音777F     | 1    | —    | 现已全部停场                                                                              |
| 波音747-8F   | 12   | —    | 现已全部停场                                                                              |
| 伊尔96       | 1    | —    | 订购自一家已倒闭的航空公司Polet Flight，在此之前已停场9年，现为航空公司唯一还在飞行的飞机 |
| 總數         | 17   | —    | 由于乌克兰战争导致的制裁，空桥货运航空所有的美制飞机因缺少部件从2022年3月起已全部停飞     |

空橋貨運航空也曾運營波音747-200F、波音747-300SF和737-400F。

## 外部連結
- 官方网站
- Official website （俄文）